# Register raka Republike Slovenije
Register raka Republike Slovenije (ali Register raka RS) je uradna ustanova, ki evidentira bolnike z rakom na ozemlju Slovenije. Ustanovili so ga leta 1950 na Onkološkem inštitutu Ljubljana kot posebno službo za zbiranje in obdelavo podatkov o vseh novih primerih (pojavnosti) raka in o preživetju bolnikov z rakom. Prepoznan je kot eden najstarejših in najboljših populacijskih registrov raka v Evropi in svetu. Ko je bilo leta 1968 ustanovljeno Mednarodno združenje registrov raka, je bila Slovenija takoj sprejeta kot redna članica z volilno pravico.
Zbrane podatke redno obdelujejo, objavljajo in uporabljajo. Ena od stalnih oblik objavljanja obdelanih informacij so tiskana letna poročila Rak v Sloveniji, podrobne analize podatkov Registra raka RS s strokovnimi komentarji pa izhajajo v obliki člankov in monografij.

## Zgodovina
Register raka Republike Slovenije so kot posebno službo za zbiranje in obdelavo podatkov o pojavnosti in preživetju raka na celotnem ozemlju Slovenije ustanovili leta 1950 na Onkološkem inštitutu Ljubljana na pobudo in pod vodstvom prof. dr. Božene Ravnihar. V svetovnem merilu je tako postal četrti nacionalni register z obveznim prijavljanjem primerov raka, za državo New York v ZDA, provinco Saskatchewan v Kanadi in Novo Zelandijo. Prvi pregled podatkov Registra raka RS je bil objavljen v Zdravstvenem vestniku leta 1951 in je zajemal podatke za leto 1950. Takrat so našteli 1671 novih primerov raka, in sicer pri 708 moških in 963 ženskah. Leta 1957 je izšla prva publikacija v tujini, in sicer članek Cancer in Slovenia 1955. Leta 1966 so objavili prvi zvezek mednarodnega poročila Incidenca raka na petih kontinentih, v katerem so vključeni tudi podatki Registra raka za leta 1956–1960. V tem času se je tudi povečevala mednarodna prepoznavnost Registra raka Republike Slovenije. Ves čas od ustanovitve so pri Registru raka Republike Slovenije izdajali letna poročila, z letom 1968 (s poročilom za leto 1965) pa so postala redna letna poročila dvojezična, v slovenščini in angleščini. Leta 1975 je vodenje Registra raka prevzela prof. dr. Vera Pompe Kirn. Leta 2003 je bil Register raka Republike Slovenije z Enoto za epidemiologijo preoblikovan v posebno enoto Onkološkega inštituta, imenovano Epidemiologija in register raka. Vodenje enote je tega leta prevzela dr. Maja Primic Žakelj. Od leta 2006 so letna poročila na voljo v spletni obliki. Leta 2007 je Register raka gostil svetovni kongres registrov raka. Tega leta so register neposredno povezali s Centralnim registrom prebivalstva in Registrom prostorskih enot. Leta 2018 je vodenje prevzela prof. dr. Vesna Zadnik.

### Informatizacija registra
Sprva so vse bolnike kategorizirali in prešteli ročno, podatke iz prijavnic so prepisovali na kartone. V letih 1959 in 1960 so uvedli strojno obdelavo podatkov s sistemom luknjanih kartic, kar je bil za tisti čas velik napredek. Leta 1969 je Register raka RS izvedel prvo enkratno računalniško obdelavo podatkov o pojavnosti raka in umrljivosti za obdobje 1961–1965. Leta 1975 so na velikem računalniku vzpostavili prvo računalniško bazo. Leta 1992 je bil vzpostavljen sodoben informacijski sistem Registra raka na lastnem strežniku.  Ključni podatki Registra raka RS so od leta 2010 elektronsko dostopni na spletišču SLORA.